# ケルベ
ケルベ (ドイツ語: Cölbe) は、ドイツ連邦共和国ヘッセン州マールブルク＝ビーデンコプフ郡に属す町村（以下、本項では便宜上「町」と記述する）である。

## 地理

### 位置
ケルベの町域は、西ヘッセン山地の一部であるブルクヴァルトの南端に位置しており、南側に位置する大学都市マールブルクと直接境を接している。名前の由来となったこの町の首邑は、ラーン川が東から南に向きを変える屈折部の内側にある。東からオーム川がここに流れ込んでいる。

### 気候
年間降水量は約 644 mm と比較的少ない。これはドイツ全体で降水量が少ない方から 1/3 に入る。ドイツ気象庁の測候所でこれより低い値を示すのは、全体の 29 % である。最も乾燥する月は2月で、逆に最も降水量が多いのは12月である。12月には2月の1.5倍の降水がある。降水量の月間変動はあまりなく、1年を通してほぼ同程度の降水がある。この町よりも降水量変化が小さい測候所は、ドイツ全体のわずか 1 % である。

### 隣接する市町村
ケルベは、北西はヴェッター、北東はラウシェンベルク、東はキルヒハイン、南はマールブルク、西はラーンタール（以上、いずれもマールブルク＝ビーデンコプフ郡）と境を接している。

### 自治体の構成

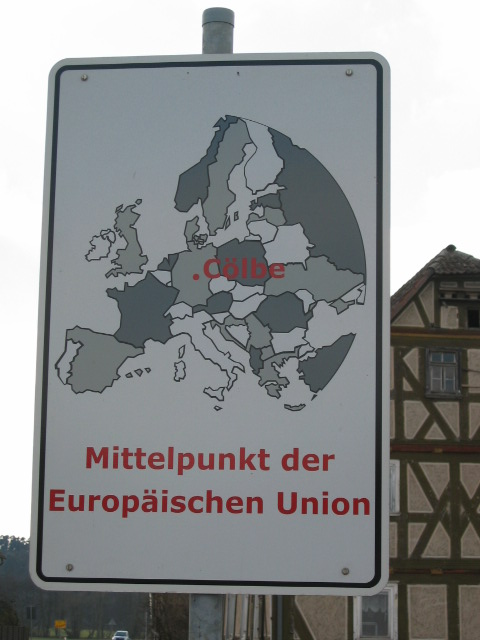
EUの中心を示す標識

この町は以下の地区からなる。
- ベルンスドルフ
- ビュルゲルン
- ケルベ
- レッデハウゼン
- シェーンシュタット
- シュヴァルツェンボルン

### EUの中心点
ボンの理論測地学研究所は、2004年に拡大されたEUの中心点を北緯50度51分10秒 東経08度46分43秒 / 北緯50.85278度 東経8.77861度と確定した。この地点はケルベ町内、町の中心から 895 m 離れたカシューベンヴェクにあたる。ただし、最新の研究ではやや異なった結果が出されている。EUの地理学上の中心は、ゲルンハウゼンの近くである。

## 宗教
ケルベでは、プロテスタントが優勢である。ケルベ、ビュルゲルン、シェーンシュタット、レッデハウゼン (キルヒザール)、シュヴァルツェンボルンにプロテスタントの教会がある。この他、首邑のケルベ地区にはカトリック教会と自由教会がある。

## 歴史
ケルベは、1244年に「Culbe」として初めて文献に記録されている。14世紀にマールブルクの騎士「フォン・フレッケンビュール」を領主として、ヘッセン方伯の勢力下に組み込まれた。19世紀まで住民の大部分は農奴として労働していた。1850年に鉄道に接続したことで工業的発展が起こった。

### 人口推移
この町は、過去15年間での人口増加率がマールブルク＝ビーデンコプフ郡で最も大きかった町である。

## 行政

### 議会
ケルベの町議会は、31議席からなる。

### 首長
イェンス・リート（無所属）は、2018年の市長選挙で選出され、2019年5月16日に市長に就任した。

シェーンシュタットの紋章

### 紋章
赤地に銀の帯。銀の帯の中には、6つの逆向きの赤いハートが2列に配置されている。この紋章は、シェーンシュタット地区の紋章に基づいており、領主ミルヒリング・フォン・シェーンシュタットの3つの黒いハートを、集落の数の赤いハートに置き換えたものである。

### 姉妹自治体
- コシチェジナ市およびコシチェジナ郡（ポーランド、ポモージェ県）1991年

この姉妹自治体関係は、ケルベ - コシチェジナ姉妹自治体協会 e.V. によって振興・保持されている。

## 文化と見所

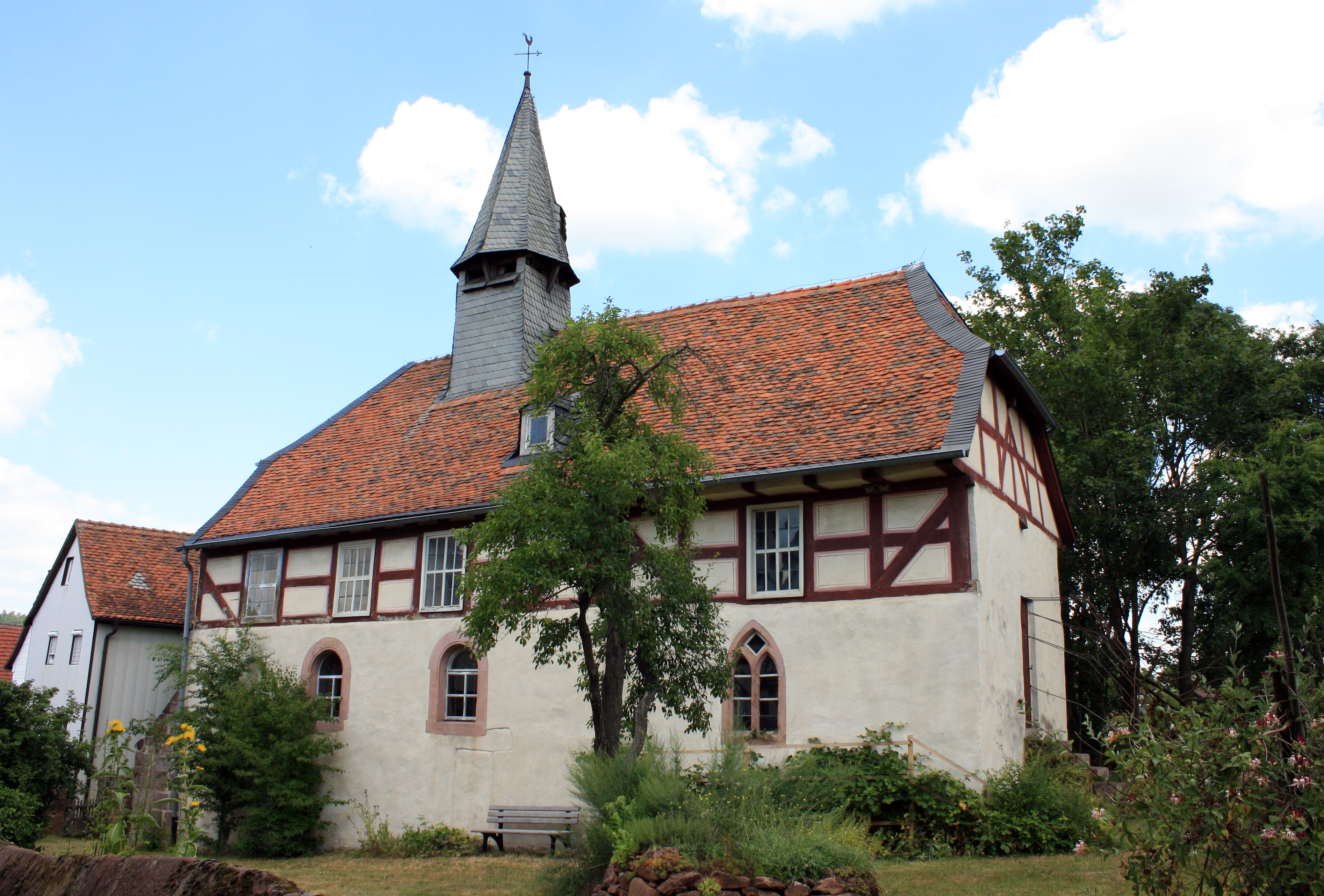
ビュルゲルンの旧教会

### 建造物
- ユーゲントシュティール様式の駅舎。現在は町役場として利用されている。
- ビュルゲルン地区の旧教会
- シュヴァルツェンボルン地区の旧パン焼き小屋
- シェーンシュタット地区の歴史的中心部

### 博物館
ビュルゲルン地区には、研究サークルが運営する郷土博物館がある。この他、ビュルゲルン地区のオームタール通りには、消防団をテーマとした展示スペースがある。

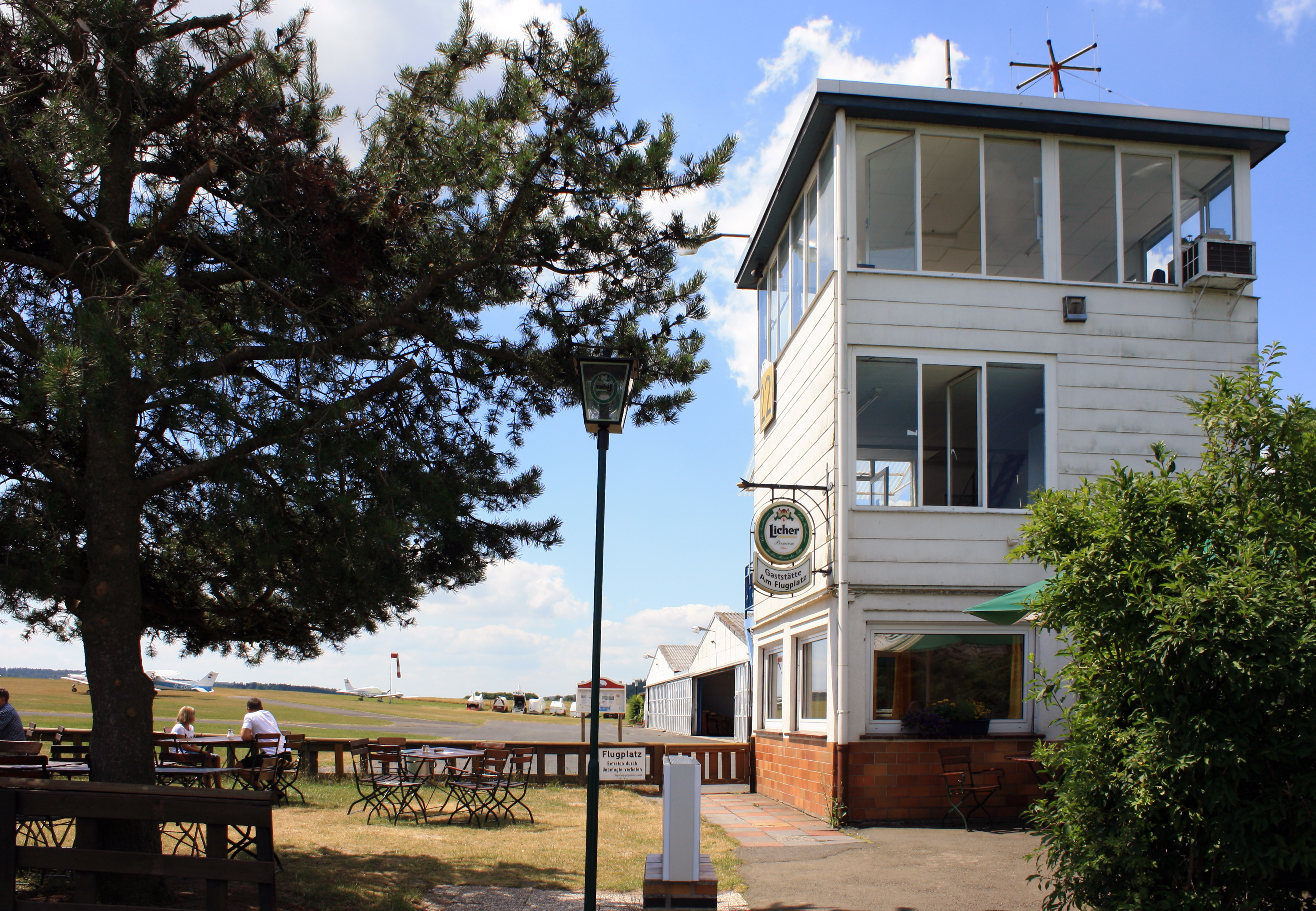
シェーンシュタットの飛行場

### スポーツ
- ケルベ地区には、大きな体育館がある。
- ベルンスドルフ地区には 18 ホールのゴルフ場がある。このゴルフ場は、オーバーヘッセン・ゴルフクラブ・マールブルク e.V. によって運営されている。
- ビュルゲルン地区には、大きな乗馬場がある。
- 周辺地区部には、遊歩道やノルディックウォーキングのコースがある。
- シェーンシュタット地区の近くにレジャー飛行機やグライダーのための小さな飛行場がある。

### サークル活動
ケルベには、数多くの多彩なサークルがある。会員数約 1,000人の最大のサークルが、TVケルベである。地区部のサークルの多くは、そのコミュニティの社会生活、スポーツ、文化活動を担っている。

### イベント
1984年にサークルとして登録された「ケルベ学生組合」は、毎年夏にケルベの通りで「シュトロー＝ベーレン」という踊りを行っている。これには藁を巻き付けた若者が常に参加する。通行人や近くの住民は、このサークル祭に寄附を行っている。

## 経済と社会資本

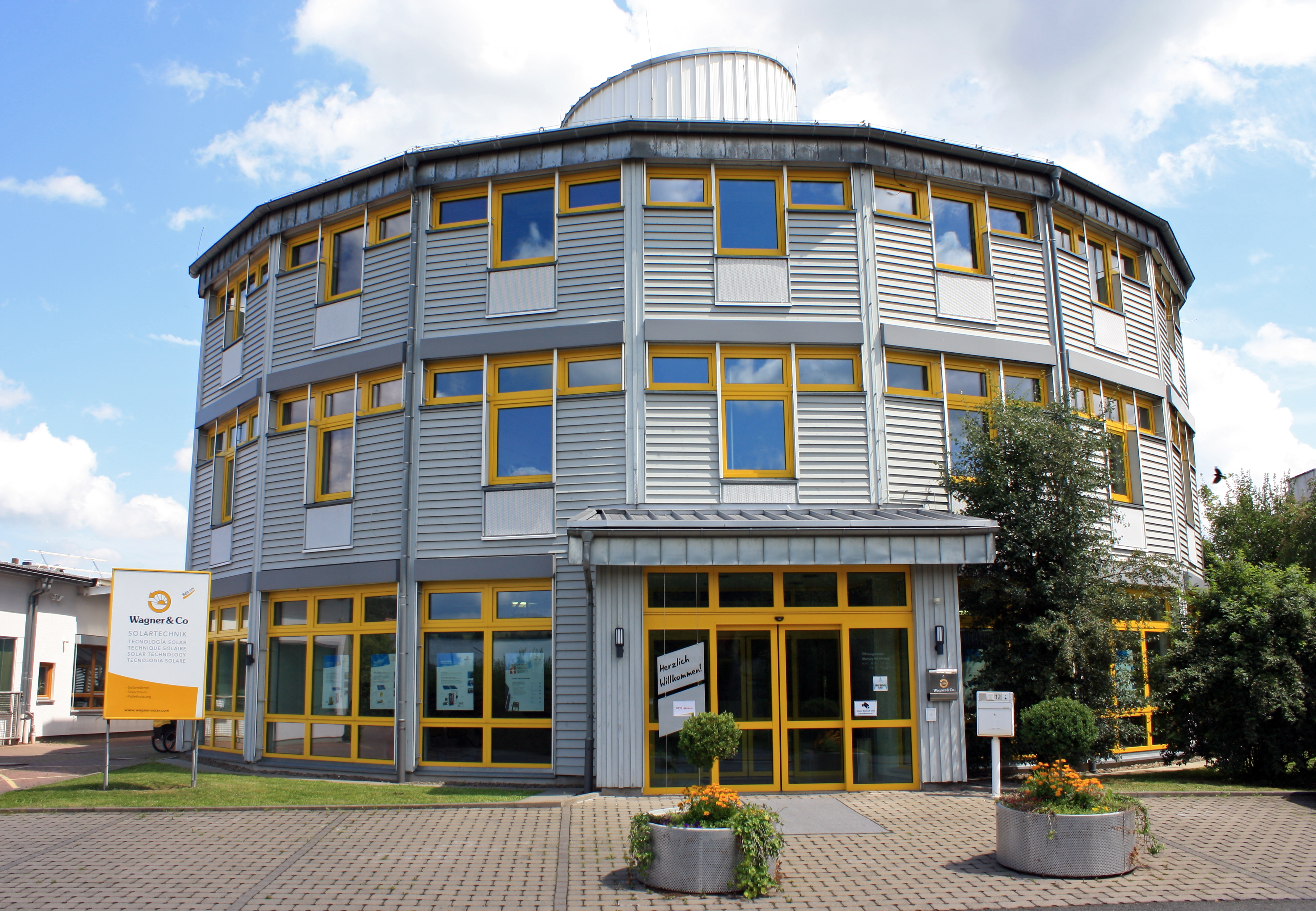
ヴァーグナー & Co.

### 企業
町の西外れにある産業地区には、様々な手工業者やソーラー施設製造業者ヴァーグナー & Co. がある。ケルベの東側にもやはり大きな産業地区がある。ここには数多くの大規模な流通業者がある。この他、シェーンシュタット地区にはホルツ＝シュミット社やディッケルト・エレクトロニークがある。さらにズーフトヒルフェ・フレッケンビュールは、かつての同名の大農場でエコロジカルでダイナミックな農業企業を経営している。ビュルゲルン地区の連邦道 B3号線近くに大規模な産業地区の造成が現在計画されている。

### 交通

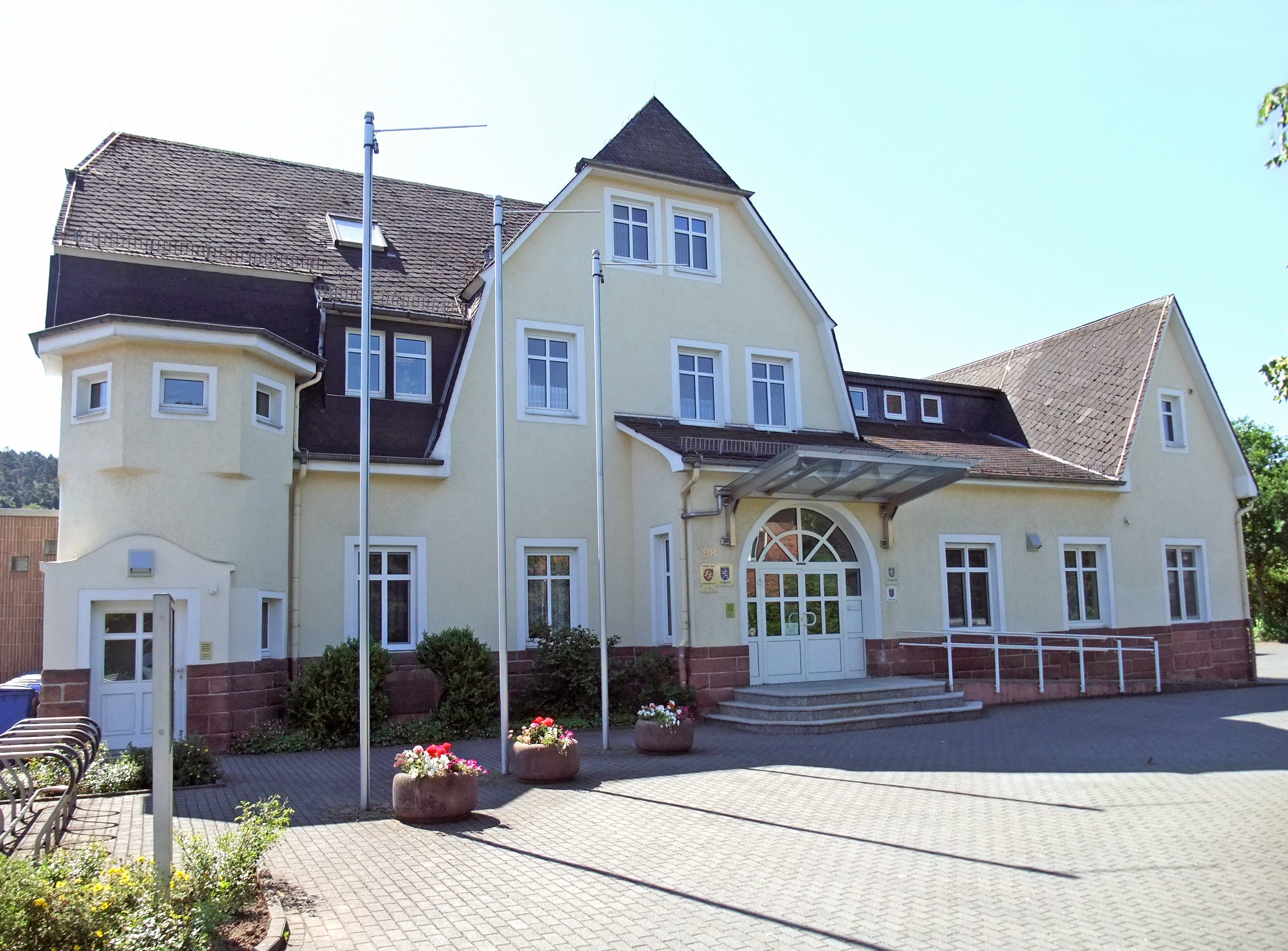
ケルベ駅 兼 町役場

#### 鉄道
ケルベ駅では、以下の鉄道路線が利用可能である。
- オベーレ・ラーンタール鉄道（マールブルク - バート・ラースフェ - エルントブリュック）
- ブルクヴァルト鉄道（マールブルク - フランケンベルク (エーダー)）
- マイン＝ヴェーザー鉄道（フランクフルト中央駅 - ギーセン - マールブルク - カッセル中央駅）

1時間ごとに、フランクフルト、マールブルク、フランケンベルク、バート・ラースフェ（2時間ごとにエルントブリュック行きとなる）行きの列車が発車する。ビュルゲルン地区にはマイン＝ヴェーザー鉄道の停車駅がある。

#### バス
ケルベおよび町内地区とのバス路線は充実している（72系統および76系統）。マールブルクへの接続は大変によい。週末には、夜行バスがマールブルクから運行されている。レッデハウゼン、シュヴァルツェンボルン、シェーンシュタットの間を幼稚園バスが運行している。

#### 自転車
ケルベは、ラーンタール自転車道に面している。この自転車道は、観光やサイクリングによく利用されている。この他に、ケルベからビュルゲルン地区に近いキルヒハインへ至るオームタール自転車道もある。2007年12月にケルベからシェーンシュタットへの新しい自転車道が完成し、2010年秋にはシェーンシュタットからビュルゲルンへの自転車道が完成した。現在はさらに、ケルベからレッデハウゼンへの自転車道が建設中である。これにより、ケルベと各地区および上級中心都市マールブルクとを結ぶ自転車道網がほぼ完成する。

## 引用
1. ↑  Hessisches Statistisches Landesamt: Bevölkerung in Hessen am 31.12.2023 (Landkreise, kreisfreie Städte und Gemeinden, Einwohnerzahlen auf Grundlage des Zensus 2011)]
2. ↑  2011年3月27日の町議会議員選挙結果 ヘッセン州統計局（2012年4月19日 閲覧）
3. ↑  “Bürgermeisterwahl in Cölbe am 28.10.2018”. 2021年10月12日閲覧。